# Організація з атомної енергії Ірану
Організація з атомної енергії Ірану, ОАЕІ (перс. سازمان انرژی اتمی ایران - сāзмāн-е Енержі-є атомі-є ірāн) - державне монопольне підприємство, яке контролює діяльність об'єктів  ядерної енергетики Ірану. Штаб-квартира організації розташована в Тегерані.

## Історія
З липня 2009 організацію очолює Алі Акбар Салехі (колишній представник Ірану в МАГАТЕ), який змінив екс-міністра нафти Голямрезу Агазаде. На початку 2011 Салехі отримав пост міністра закордонних справ Ісламської республіки, а главою відомства став Ферейдун Аббасі, іранський вчений-ядерник, ветеран ірано-іракської війни .

## Структура
- Відділ виробництва ядерного палива;
- Відділ атомних електростанцій;
- Інженерно-технічний департамент;
- Науковий департамент;
- Департамент зовнішніх зв'язків. Організація має представництво в Москві, а також при штаб-квартирі МАГАТЕ в Відні.

## Див. Також
- Іранська ядерна програма